# 晏日曙
晏日曙（？—1648年），字惟寅，號季復，江西臨江府新喻縣人，明朝末年至南明官员。
萬曆四十一年進士晏日啟之弟，崇祯年間，晏日曙任蘇州同知，因事罷官。後來被湖廣按察使曾櫻推薦，擔任永州知府。永历帝在肇庆即位，任兵部右侍郎。永曆元年（1647年）三月，晋升禮部右侍郎兼东阁大学士，入值掌管禮部事務。永历二年（1648年）十月，督師袁州府、吉安府，在路上去世。